# Paratomoxioda
Paratomoxioda là một chi bọ cánh cứng trong họ Mordellidae.
Chi này được miêu tả khoa học năm 1954 bởi Ermisch.

## Các loài
Chi này gồm các loài:
- Paratomoxioda bioculata Franciscolo, 1965
- Paratomoxioda brevis Franciscolo, 1965
- Paratomoxioda capensis Franciscolo, 1965
- Paratomoxioda evanescens (Norman, 1949)
- Paratomoxioda fallaciosa (Stshegoleva-Barovskaya, 1930)
- Paratomoxioda fenestrata Franciscolo, 1965
- Paratomoxioda grandipalpis Franciscolo, 1965
- Paratomoxioda leopardina Ermisch, 1954
- Paratomoxioda novemguttata Franciscolo, 1965
- Paratomoxioda testaceipalpis Franciscolo, 1965
- Paratomoxioda testaceiventris (Píc)
- Paratomoxioda unicinata Franciscolo, 1965